# Aboransama
Aboransama ist ein Ort in der Provinz Centro Sur in Äquatorialguinea.

## Geographie
Der Ort liegt an einer Kreuzung zweier Verkehrsrouten in der Nähe der Grenze zur Provinz Wele-Nzas. Im Süden liegt Nsokengono, im Norden schließt sich am Grenzfluss Río Chiguo der Ort Mosoc an.

## Klima
Nach dem Köppen-Geiger-System zeichnet sich Aboransama durch ein tropisches Klima mit der Kurzbezeichnung Am aus.